# Федорова Тетяна Вікторівна
Тетяна Вікторівна Федорова (1 квітня 1915, місто Москва Російська Федерація — 5 грудня 2001, Москва) — радянська діячка, новатор виробництва, першобудівник Московського метрополітену, заступник начальника Московського Метробуду. Герой Соціалістичної Праці (6.05.1975). Депутат Верховної Ради СРСР 1—2-го скликань.

## Біографія
У 1933 році закінчила школу фабрично-заводського учнівства у Москві. Працювала на Московському заводі «Каучук», а з 1933 року, за призовом комсомолу, стала першобудівником Московського метрополітену. Спочатку працювала прохідником, потім бригадиром бетонників, бригадиром стахановської комсомольсько-молодіжної бригади чеканників.
Член ВКП (б) з 1939 року.
У 1941 році закінчила Московський інститут інженерів транспорту.
З 1948 по 1961 рік — начальник шахти і начальник Будівельно-монтажного управління Метробуду. Брала активну участь в будівництві і керувала будівництвом багатьох станцій метро.
З 1961 по 1986 рік — заступник начальника Московського Метробуду Міністерства транспортного будівництва СРСР.
Делегат XVIII з'їзду ВКП (б) (1939) і декількох з'їздів ВЛКСМ.
Потім — на пенсії у Москві, голова Ради ветеранів московського Метробуду.Похована на Новодівочому цвинтарі Москви.

## Нагороди
- Герой Соціалістичної Праці (6.05.1975 — за великі заслуги у спорудженні Московського метрополітену імені Леніна та активну громадську діяльність)
- два ордени Леніна (6.05.1975)
- два ордени Трудового Червоного Прапора
- Орден Вітчизняної війни I ступеня
- Орден Червоної Зірки
- два ордени «Знак Пошани»
- Медаль «За оборону Москви»
- Медаль «За перемогу над Німеччиною у Великій Вітчизняній війні 1941—1945 рр.» (1945)
- Медаль «В пам'ять 800-річчя Москви» (1947)
- Медаль «У пам'ять 850-річчя Москви» (1997)
- Медаль «Ветеран праці»
- Заслужений будівельник РРФСР